# Els Goulmy
Els Goulmy (Den Haag, 27 november 1946) is een vooraanstaand Nederlands hoogleraar in de transplantatiebiologie. Zij is verbonden aan de Universiteit Leiden, sinds 1999 als hoogleraar. Goulmy geldt als een expert op het gebied van weefseltypering en behoort internationaal tot de absolute top op haar vakgebied. Zij ontving de Spinozaprijs in 2002.

## Onderzoek
Goulmy deed baanbrekend onderzoek  naar de rol van antigenen bij orgaan- en stamceltransplantaties. Ze is de pionier van de zogenaamde Minor Transplantatie Antigenen bij de mens. Minor antigenen kunnen sterke immuun reacties induceren. Zij ontdekte het H-Y minor antigen gecodeerd door het Y geslachtschromosoom (1976) en het autosomaal gecodeerde HA-1 antigen (1983). Vervolgens beschreef zij het polymorfisme en de populatie frequenties van diverse autosomale minor antigenen. Cruciaal was haar werk over de differentiële expressie van de minor antigenen waarin zij aantoonde dat die ofwel aanwezig zijn op alle lichaamscellen, zoals het H-Y antigen, ofwel alléén op bloed- en kankercellen, zoals HA-1. In 1995 legde Goulmy als eerste de chemische structuur van de menselijke minor antigenen bloot en beschreef in 1996 de cruciale rol van de minor antigenen in het succes van orgaan en stamceltransplantatie. In 1997 lanceerde zij nieuwe concepten voor het toepassen van de bloed- en kankercel specifieke minor antigenen, zoals HA-1, voor immunotherapie van bloedkanker. De basis voor de translatie ‘van het lab naar de kliniek’ van deze kanker en patiënt-specifieke behandeling werd in haar laboratorium gelegd. Hierbij worden de minor antigenen, zoals HA-1, als ‘vaccin’ gebruikt om de anti-bloedkanker reactie in het lichaam van de patiënt een boost te geven.

## Carrière
Els Goulmy heeft een opmerkelijke carrière doorlopen. Na MULO-A en een analistenopleiding werkte zij als klinisch-chemisch analist in Nijmegen, Zwitserland en Noorwegen. In 1972 begon zij als research analist in het Academisch Ziekenhuis Leiden bij Jon van Rood. Goulmy heeft een Master en Immunologie (cum laude 1984) en een Doctorat d’État es Sciences Naturelles (summa cum laude 1985) van de Parijse universiteit ‘Paris VI Pierre et Marie Curie’. In 1990 werkte zij als visiting scientist in de Department of Cell Biology van de Stanford University School of Medicine in de VS. Goulmy schreef meer dan 250 wetenschappelijke artikelen waaronder diverse in Nature en Science. Zij ontving voor haar wetenschappelijk pionierswerk een tiental nationale en internationale prijzen en onderscheidingen waaronder in 2002 de Spinozapremie van NWO.
Goulmy heeft in een groot aantal nationale en internationale wetenschappelijke adviescommissies gezeten, onder andere in de KNAW, de European Research Council en Institut Pasteur. Ook is zij een van de oprichters van het Landelijk Netwerk Vrouwelijke Hoogleraren (LNVH) in 2001 en haar voorzitter van 2001-2012. Zij is lid van de Koninklijke Hollandse Maatschappij der Wetenschappen (KHMW).
Sinds 11 november 2011 is Goulmy met emeritaat. Daarbij werd ze benoemd tot Ridder in de Orde van de Nederlandse Leeuw.

## Publicaties
- Publicaties